# James Outman
James Outman (Redwood City, California, 14 de mayo de 1997) es un jugador profesional estadounidense de béisbol que se desempeña en la posición de jardinero central en Los Angeles Dodgers, equipo de las Grandes Ligas de Béisbol (MLB).

## Carrera
Fue seleccionado en la séptima ronda en el Draft de la MLB de 2018. En 2022 hizo su debut profesional con el equipo Los Angeles Dodgers, donde lleva jugando tres temporadas.